# Ameiurus natalis
Il pesce gatto giallo (Ameiurus natalis (Lesueur, 1819)) è un pesce osseo d'acqua dolce della famiglia Ictaluridae.

## Descrizione
Ha un aspetto molto simile a quello del pesce gatto diffuso anche in Europa. Il carattere distintivo più evidente è il colore dei barbigli mandibolari che è giallastro mentre in A. melas sono di colore scuro.
Il massimo peso noto è di 1,9 kg, la lunghezza massima 47 cm.

## Biologia
Simile a quanto detto per Ameiurus melas.

## Distribuzione e habitat
È diffuso nella parte orientale dell'America Settentrionale, soprattutto negli Stati Uniti d'America con sconfinamenti in Messico e Canada. È riportata in letteratura la sua introduzione nel bacino del Po nel 1906.
Popola stagni, canali e fiumi a scarsa corrente e con fondo melmoso.

## Pesca
Come per I. melas.